# Гомес Жуниор, Жуан
Жуан Гомес Жуниор (порт.-браз. João Luiz Gomes Júnior, род. 21 января 1986, Витория) — бразильский пловец, призёр чемпионата мира 2017 и 2019 годов и призёр летней Универсиады 2011 года. Участник летних Олимпийских игр 2016 года.

## Карьера
В Шэньчжэне на летней Универсиаде 2011 года он сумел завоевать две медали на дистанциях 50 и 100 метров брассом. На своей излюбленной 50-метровке он стал серебряным призёром.
В 2014 году из-за положительного результата допинг-теста был дисквалифицирован на шесть месяцев.
Принимал участие в летней Олимпиаде 2016 года в Рио-де-Жанейро. На 100 метрах брассом попал в финал и занял итоговое пятое место. В эстафете 4×100 комплексным плаванием в составе команды Бразилии стал шестым.
На национальном чемпионате в 2019 году он выиграл на дистанциях 400 метров, 800 метров и 1500 метров вольным стилем.
На чемпионате мира 2019 года в корейском Кванджу завоевал бронзовую медаль на дистанции 50 метров брассом, уступив победителю британцу Адаму Пити 0,63 секунды.